# Авдіївська міська територіальна громада
Авдіївська міська територіальна громада — територіальна громада в Україні, у Покровському районі Донецької області з адміністративним центром у місті Авдіївка.

## Загальна інформація
Площа території — 30,2 км², населення громади — 32 579 осіб (2020 р.).

## Населені пункти
До складу громади увійшли місто Авдіївка та селище Опитне.

## Історія
Створена у 2020 році, відповідно до розпорядження Кабінету Міністрів України № 721-р від 12 червня 2020 року «Про визначення адміністративних центрів та затвердження територій територіальних громад Донецької області», шляхом об'єднання територій та населених пунктів Авдіївської міської ради Донецької області та селища Опитне Ясинуватського району Донецької області.